# Hopothia histigma
Hopothia histigma är en fjärilsart som beskrevs av Dyar 1914. Hopothia histigma ingår i släktet Hopothia och familjen nattflyn. Inga underarter finns listade i Catalogue of Life.